# The Els Club at Copperleaf
The Els Club at Copperleaf is een golfclub in Centurion, Zuid-Afrika, tussen Pretoria en Krugersdorp. De golfbaan werd in 2008 geopend en heeft een par van 72. Copperleaf is de eerste golfbaan in Zuid-Afrika die door Ernie Els is aangelegd en zijn naam draagt. In hetzelfde jaar ontwierp hij ook de baan van The Els Club in Dubai.

## Toernooien
- Sunshine Big Easy Tour Championship: 2011
- Tshwane Open: 2013, 2014 en 2015
- Tshwane Ladies Open: 2014-heden